# IO.SYS
IO.SYS — істотна частина MS-DOS і Windows 9x. Вона містить драйвери пристроїв MS-DOS за замовчуванням (підпрограми взаємодії з апаратним забезпеченням) і програму ініціалізації DOS.

## Послідовність завантаження
У послідовності завантаження ПК перший сектор завантажувального диску завантажується в пам'ять і виконується. Якщо це сектор завантажування DOS, то він завантажує перші три сектори IO.SYS у пам'ять і передає управління йому. Потім IO.SYS:
1. Завантажує решту себе до пам'яті.
2. Ініціалізує кожний драйвер пристрою за замовчуванням по черзі (консоль, диск, послідовний порт, і т. д.). На цьому етапі доступні драйвери за замовчуванням.
3. Завантажує ядро DOS і викликає його підпрограму ініціалізації. Ядро зберігається в MSDOS.SYS у MS-DOS і в IO.SYS у Windows 9x. На цьому етапі доступний «звичайний» доступ до файлів.
4. Обробляє файл MSDOS.SYS у Windows 9x.
5. Обробляє файл CONFIG.SYS у MS-DOS 2.0 і вище та Windows 9x.
6. Завантажує COMMAND.COM (чи іншу операційну оболонку, якщо вказано).
7. Відображає заставку завантаження[en] у Windows 9x. За наявності LOGO.SYS[en] він використовується як заставка. Інакше використовується заставка в IO.SYS.

Ім'я файлу IO.SYS також використовувалося Disk Control Program (DCP) — похідною MS-DOS від колишньої східнонімецької VEB Robotron.
IBM PC DOS і DR-DOS використовують файл IBMBIO.COM з тією ж метою; він у свою чергу, завантажує IBMDOS.COM.
У Windows 9x IO.SYS не тільки містить BIOS DOS, а й також тримає ядро DOS, яке раніше перебувало в MSDOS.SYS. За певних умов Windows 9x використовує натомість альтернативне ім'я файлу JO.SYS.
DR-DOS 7.06 (тільки ця версія) також слідує даній схемі й імені файлу IO.SYS задля завантажуваності через завантажувальні сектори MS-DOS.
Аналогічно, FreeDOS також використовує комбінований системний файл, але називає його KERNEL.SYS.

## Вимоги до розмітки диску
- Два перші записи кореневого каталогу повинні виділятися файлами IO.SYS і MSDOS.SYS, у такому порядку[3][4].
- IO.SYS повинен бути першим файлом, збереженим у таблиці каталогів FAT[en] для файлів[3][4].
- Файли IO.SYS + MSDOS.SYS повинні бути суміжними[en][3][4].

Проте, MS-DOS версії 3.3 дозволяє сектору 4 і вищим фрагментуватися; версія 5.0 дозволяє першим трьом секторам IO.SYS виділятися будь-де (так довго, поки вони суміжні).
COMMAND.COM може розцінюватися як будь-який звичайний файл.

## Нотатки
1. ↑  Довідник MS-DOS 5.0 некоректно зазначає, що системним файлам більше не треба бути суміжними. Проте, для роботи процесу завантаження системним файлам усе ще треба займати перші два записи каталогів, а перші три сектори IO.SYS усе ще повинні зберігатися суміжно. SYS[en] продовжує дотримуватися цих вимог.